# Böschungswinkel

Vorderer (α) und hinterer (β) Böschungswinkel

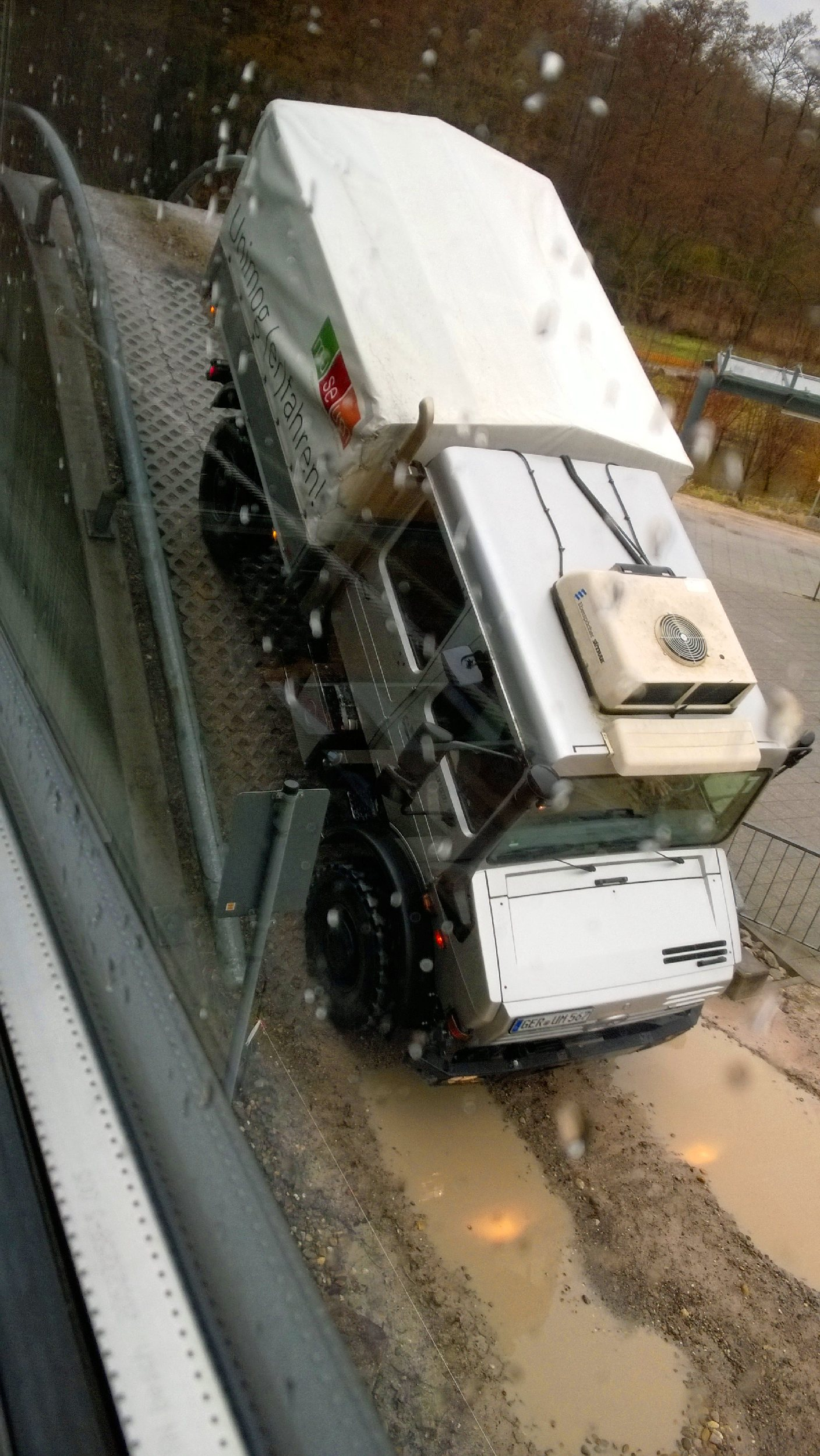
Die Lkw der Unimog-Baureihe haben durch sehr geringe Überhänge der Karosserie außergewöhnlich große Böschungswinkel, wie hier auf einer Teststrecke demonstriert wird.

Als Böschungswinkel oder Überhang(s)winkel bezeichnet man bei Fahrzeugen (insbesondere Gelände- und Nutzfahrzeugen) die maximale Steigung in Grad, die aus der Ebene angefahren werden kann, ohne dass überhängende Karosserieteile oder Anbauten den Grund berühren.

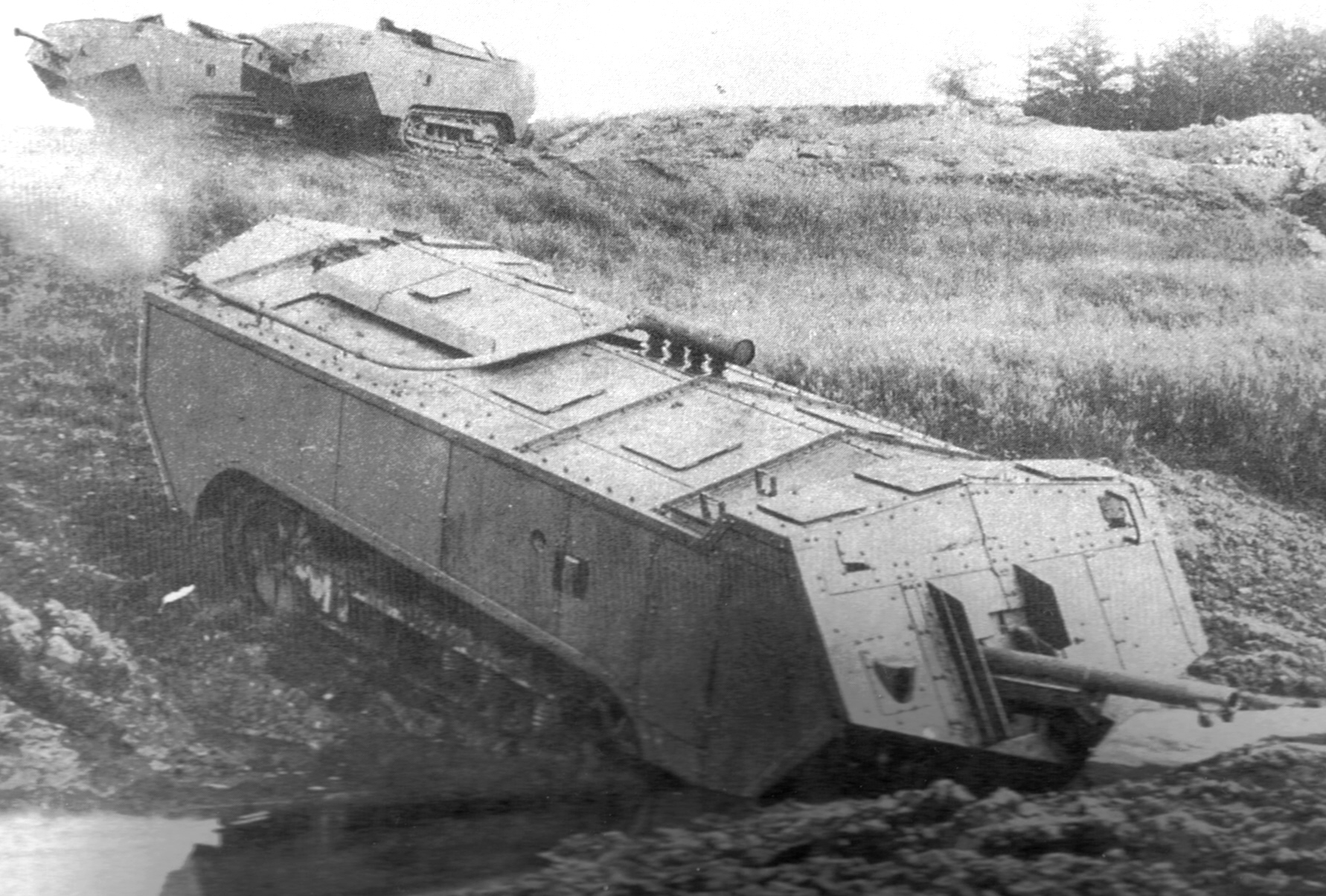
Der Saint-Chamond hatte einen kleinen vorderen Böschungswinkel und war damit militärisch untauglich.

Nach DIN 70020 ermittelt man den Überhangswinkel, indem man an den statischen Halbmesser des Rades eine Tangente anlegt, die gleichzeitig den tiefsten Punkt des Front- bzw. Hecküberhangs berührt. Der statische Halbmesser ist dabei der Radius des belasteten Rades im Stand, gemessen von der Nabenmitte bis zur Aufstandsfläche.
Es wird zwischen dem vorderen und hinteren Böschungswinkel unterschieden. Voraussetzung für einen großen Böschungswinkel sind möglichst hoch liegende und kurze Karosserieüberhänge ohne nach unten oder vorne bzw. hinten ragende Anbauten wie Seilwinden, Stoßfänger oder Anhängerkupplungen.
Zu beachten ist, dass zum Erklimmen der angegebenen Steigung das Fahrzeug auch eine entsprechende Steigfähigkeit aufweisen muss.

## Weitere Maße
- Rampenwinkel
- Steigfähigkeit